# Полатайло, Екатерина Алексеевна
Екатерина Алексеевна Полатайло (укр. Катерина Олексіївна Полатайло; 6 декабря 1940, Новоукраинка, Полтавская область — 3 июня 1986, Золотоноша, Черкасская область) — председатель колхоза «Путь к коммунизму» Чернобаевского района, Черкасская область. Герой Социалистического Труда (1977). Депутат Верховного Совета УССР 11 созыва. Депутат Верховного Совета СССР 8 — 10 созывов.

## Биография
Родилась 6 декабря 1940 года в крестьянской семье в селе Новоукраинка. Окончила Хомутецкий зоотехнический техникум Полтавской области.
С 1959 по 1969 год — зоотехник колхоза «Путь к коммунизму» Чернобавского района в селе Новоукраинка.
С 1969 по 1981 год — председатель колхоза «Путь к коммунизму». В 1975 году вступила в КПСС.
В 1970 году без отрыва от производства окончила зоотехнический факультет Украинской сельскохозяйственной академии и в 1981 году — Академию общественных наук при ЦК КПСС.
В 1977 году за свои трудовые достижения была удостоена звания Героя Социалистического Труда.
С 1981 по июнь 1986 года — 1-й секретарь Золотоношского районного комитета КПУ Черкасской области.
Скончалась 5 июня 1986 года в Золотоноше.

## Награды
- Герой Социалистического Труда (1977)
- Орден Ленина
- Орден Трудового Красного Знамени